# Ertjärnen
Ertjärnen är en sjö i Åre kommun i Jämtland och ingår i Indalsälvens huvudavrinningsområde. Sjön har en area på 0,118 kvadratkilometer och ligger 421 meter över havet.

## Delavrinningsområde
Ertjärnen ingår i det delavrinningsområde (700984-139983) som SMHI kallar för Utloppet av Ertjärnen. Medelhöjden är 495 meter över havet och ytan är 3,16 kvadratkilometer. Det finns ett avrinningsområde uppströms, och räknas det in blir den ackumulerade arean 11,97 kvadratkilometer. Vattendraget som avvattnar avrinningsområdet har biflödesordning 4, vilket innebär att vattnet flödar genom totalt 4 vattendrag innan det når havet efter 290 kilometer. Avrinningsområdet består mestadels av skog (94 procent). Avrinningsområdet har 0,12 kvadratkilometer vattenytor vilket ger det en sjöprocent på 3,7 procent.